# Willi Gericke
Willi Gericke (* 9. Juni 1895 in Spandau; † 31. Juli 1970 in Falkensee) war ein deutscher Maler und Grafiker.

## Leben und Werk
Gericke absolvierte von 1910 bis 1913 eine Lehre als Dekorationsmaler. Er betätigte sich autodidaktisch als Maler und beteiligte sich 1913/14 an der 1. und 1919/20 an der 2. Spandauer Kunstausstellung. 1915 wurde er zum Militärdienst eingezogen, und er nahm bis 1918 als Soldat am Ersten Weltkrieg teil.
1919 richtete er sich gemeinsam mit seinem Freund Hans Zank in Spandau ein Atelier in der Ruhlebener Straße ein. Von 1921 bis 1929 besuchte er mit Zank in Berlin die Kunstschule von Johann Walter-Kurau. Beide malten schon damals ähnliche Motive und entwickelten eine sehr ähnliche Malweise. Sie lebten und arbeiteten dann gemeinsam in Spandau. Um 1933 gaben sie dem 13-jährigen späteren Maler Karl-Heinz Völker unentgeltlich Unterricht. Der Magistrat von Spandau erwarb mindestens ein Bild für seinen Sitzungssaal im Rathaus Spandau.
Gericke war Mitglied des Reichsverbands bildender Künstler Deutschlands und der Gemeinschaft Märkischer Maler und ab 1934 obligatorisch des Bunds Deutscher Maler und Graphiker in der Reichskammer der bildenden Künste. Für die Zeit des Nationalsozialismus sind keine Ausstellungen bekannt. 1939 wurde Gericke zur Wehrmacht eingezogen, und er nahm am Zweiten Weltkrieg teil.
Gericke und Zank hatten ihre Wohnung in der Breiten Straße 37 und ab 1932 Wohnung und Atelier in der Charlottenstraße 17. Das Haus fiel den Luftangriffen der Alliierten auf Berlin zum Opfer. Im Juli 1945 zogen Gericke und Zank nach Falkensee, wo sie Wohnung und Atelier in einer Villa in der Haydenalle 15 hatten.
Sie schufen mehrere Tausend Bilder, insbesondere Landschafts- und Stadtansichten, Portraits und Akte. Viele Bilder haben beide gemeinsam geschaffen. Sie vergaben nur selten Titel und datierten kaum. Gericke signierte nach Zanks Tod viele Bilder nachträglich mit beiden Namen. Dadurch ist es häufig nicht möglich, eine sichere Zuordnung vorzunehmen.
Mit ihren Arbeiten passten sie sich dem jeweils gesellschaftlich herrschenden Geschmack an, wodurch sie davon sicher leben konnten. Ihre Bilder waren zunächst von einem expressiven und kubistischen Stil und ab Mitte der 1930er Jahre vom Impressionismus geprägt. Nach 1945 malten sie auch im Stil des Sozialistischen Realismus. 1951/1952 waren sie in Ost-Berlin in der zentralen Ausstellung Künstler schaffen für den Frieden vertreten.
In den 1980er Jahren kaufte das renommierte Auktionshaus Sabatier Galerie & Kunsthandel in Verden an der Aller Bilder der beiden über den Staatlichen Kunsthandel der DDR. Es ließ durch Heinrich Wolter ein Werkverzeichnis anfertigen, das später immer wieder erweitert und aktualisiert wurde. Der Spandauer Sammler Ulrich Zimmer erwarb einen Teil dieser Werke. Nach seinem Ableben 2018 kamen entsprechend seinem Testament die Bilder mit Berliner Motive in das Stadtgeschichtliche Museum Spandau. Arbeiten, die die nähere und weitere Umgebung Berlins abbilden, sowie Fotografien und Dokumente zum Leben und Werk bekam das Heimatmuseum Falkensee. Zudem hinterließ Zimmer dem Museum 10.000 Euro für den Aufbau eines Zank-Gericke-Archivs, das inzwischen existiert. Die Falkenseer Bilder sind digital zugänglich.
Bilder der beiden Künstler befinden sich u. a. auch in der Spandauer Kunstsammlung in der Zitadelle. Im Deutschen Historischen Museum befindet sich das Bild Plandiskussion (um 1950).
Bilder der beiden Künstler sind im aktuellen Kunsthandel präsent.
Gericke und Zank blieben unverheiratet und kinderlos und wurden in Falkensee in einem gemeinsamen Grab auf dem Städtischen Friedhof Kremmener Straße beigesetzt. Grabstein ist eine Steindruck-Platte aus Solnhofener Kalkstein.

## Rezeption
„Als ausgezeichnete und geschätzte Landschafts-, Genre, Glas-, Porträt-, Tier- und Blumenmaler und als befähigte und erfolgreiche Zeichner, Lithographen und Kupferstecher hätten sie ehrlicherweise eine größere publizistische Anerkennung und Wertschätzung verdient.“
Eduard Sabatier (Galerist; 1940–2011)

## Postume Ausstellungen
- 2019: Falkensee: Museum und Galerie Falkensee: („Hans Zank und Willi Gericke – Malerei – Präsentation der Sammlung Ulrich Zimmer“)[3]
- 2010: Heringsdorf, Kunstpavillon (Werke von Walter-Kurau und seinen Schülerinnen und Schülern)